# Lucien-Emile Bardonne
Lucien-Emile Bardonne, né le 1er septembre 1923 à Vaux-lès-Saint-Claude (Jura) et mort le 3 décembre 2005 à Champagnole, est un prélat français qui a été évêque de Châlons en Champagne du 16 septembre 1973 au 1er septembre 1998.

## Ministères
Il a été ordonné prêtre le 29 juin 1951 puis nommé évêque auxiliaire de Rouen en ayant le siège titulaire de Thimida Regia le 27 février 1969. Il a été consacré évêque par Claude-Constant Marie Flusin le 27 février 1969. Il a ensuite été nommé évêque auxiliaire de Châlons-en-Champagne le 15 septembre 1972, où il est devenu par la suite évêque le 16 septembre 1973 et s'est retiré le 1er septembre 1998. Il décède le 3 décembre 2005 à Champagnole (Jura) et est enterré dans la crypte de la cathédrale de Châlons-en-Champagne.
Il est à l'origine de la création de Radio L’Épine, aujourd'hui RCF Cœur de Champagne, qui commence à émettre le 5 mai 1991.

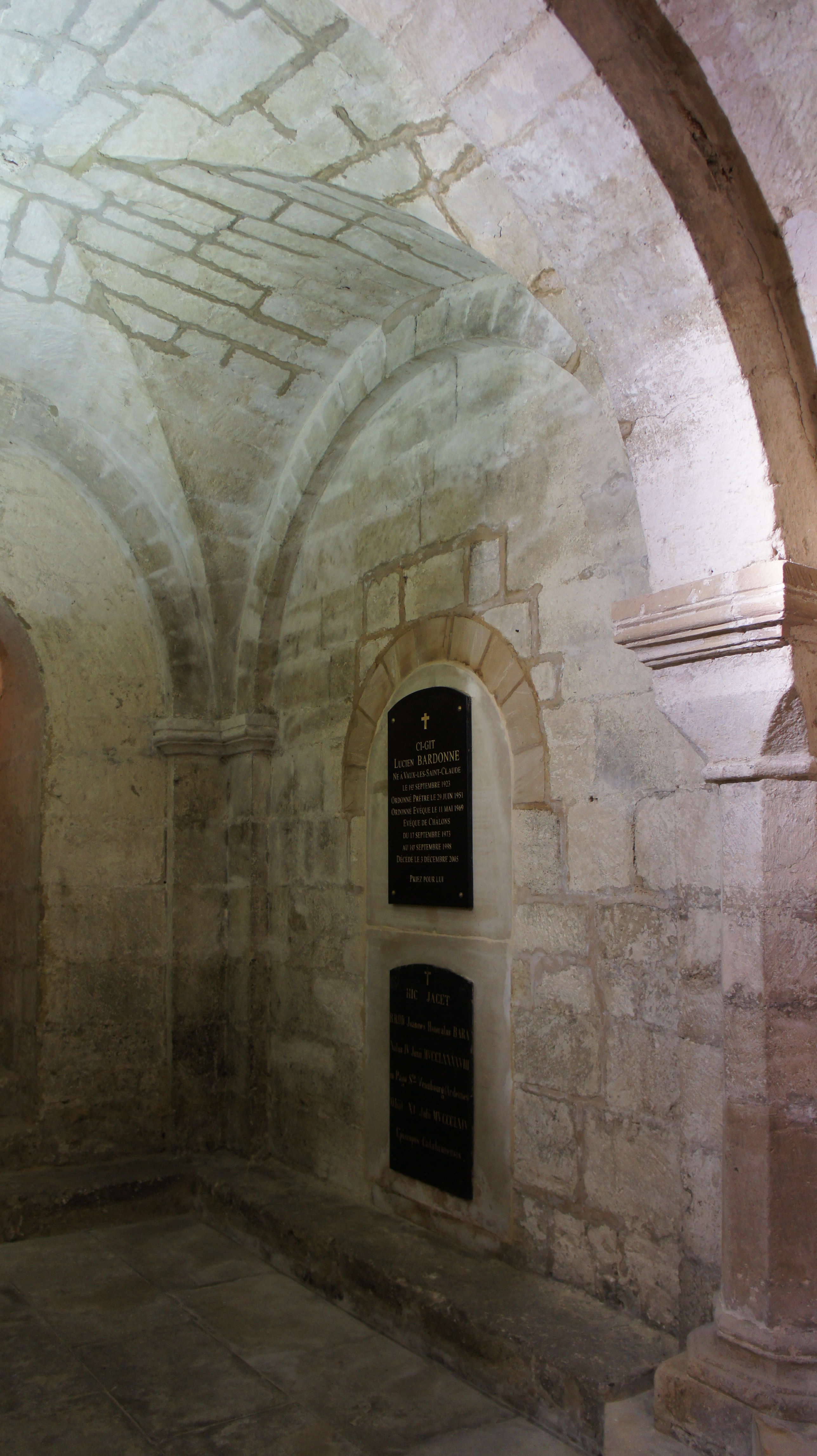
Tombe de Lucien-Emile Bardonne en la crypte de la cathédrale.